# Umit Aras
Umit Aras, född 18 mars 1995, är en svensk fotbollsspelare som spelar för Gefle IF.

## Karriär

### Tidig karriär
Aras började sin seniorkarriär i IFK Uppsala 2012 och spelade för klubben i Division 4 och Division 5 fram till 2015. Inför säsongen 2016 gick han till nyuppflyttade division 2-klubben Håbo FF. Aras spelade 26 matcher och gjorde ett mål för klubben under säsongen 2016. Inför säsongen 2017 gick han till Gamla Upsala SK. Mellan 2017 och 2020 spelade Aras 81 matcher och gjorde två mål för klubben i Division 2.

### Dalkurd FF
Den 1 februari 2021 värvades Aras av Dalkurd FF. Han spelade 20 matcher i Ettan Norra 2021 då Dalkurd blev uppflyttade till Superettan. Aras spelade 27 matcher i Superettan 2022 då Dalkurd som nykomlingar blev direkt nedflyttade.

### Västerås SK
Inför säsongen 2023 skrev Aras på ett tvåårskontrakt med Västerås SK. Han spelade 14 matcher i Superettan 2023 då klubben blev uppflyttade till Allsvenskan. Aras gjorde allsvensk debut den 2 juni 2024 i en 4–0-vinst över Kalmar FF, där han blev inbytt i halvtid mot Alex Douglas. I augusti 2024 meddelade Västerås SK att Aras råkat ut för en korsbandsskada och blev borta från spel en längre tid. I november 2024 förlängdes hans kontrakt fram till sommaren 2025.